# Valio

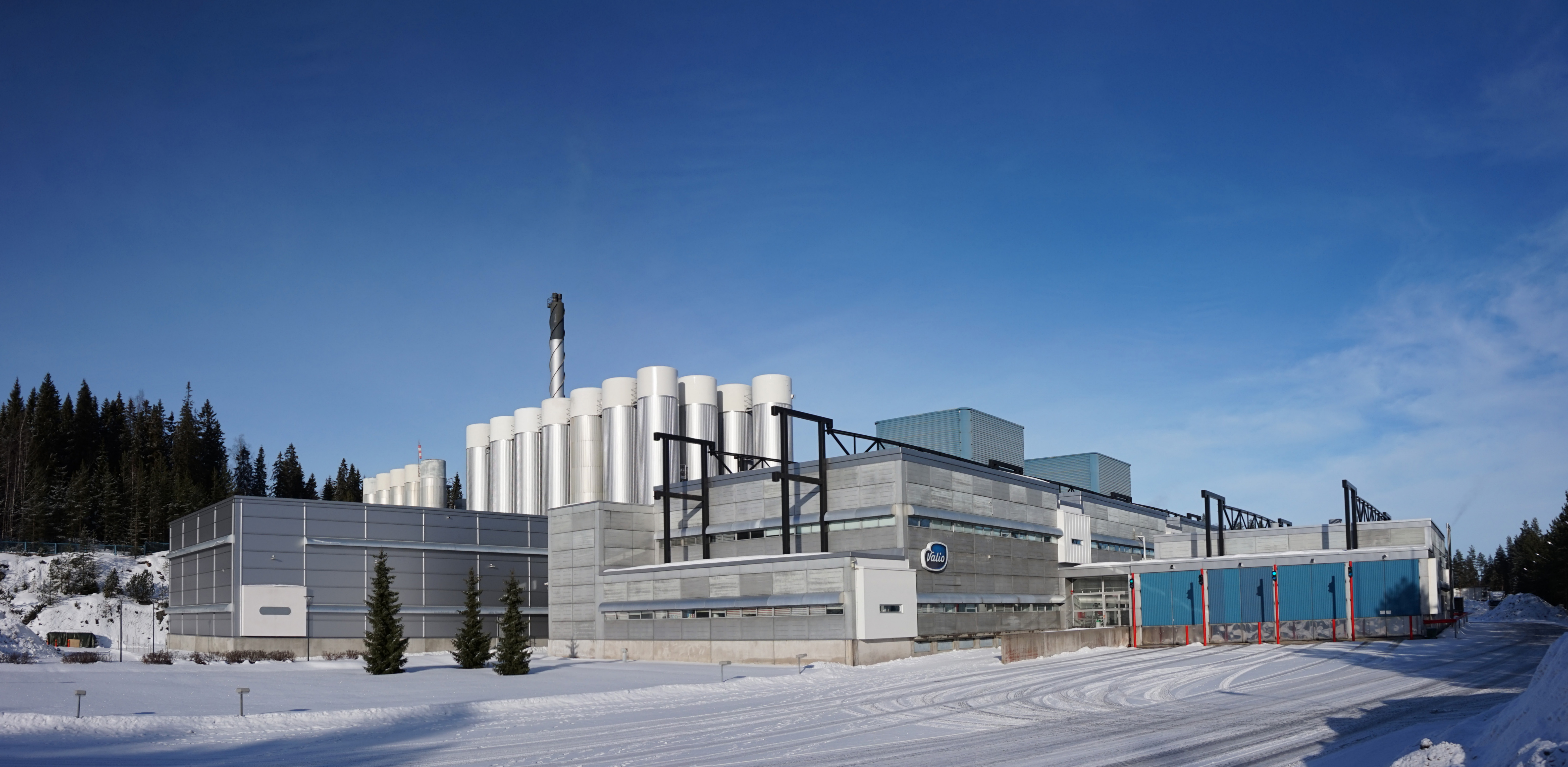
Valio Мейер, Ювяскюля

Valio Ltd. — фінська продовольча компанія зі штаб-квартирою в Гельсінкі. Є одним з найбільших підприємств у Фінляндії, в основному виробляє молочні продукти: сир, порошкоподібні інгредієнти, вершкове масло, йогурти, молоко, переробляє приблизно 85% молокопродуктів в країні. Також реалізує соки й заморожені продукти.

## Історія
Підприємство Valio було засноване в 1905 році 17 молочними кооперативами під назвою «Voivienti-osuusliike Valio RL» (маслоекспортний кооператив Valio) в Ханко, найбільше товару вивозилося до Великої Британії. З часом діяльність розширилася від масла до інших молочних продуктів — в 1909 році, до 1920 року переважно виробляла на внутрішній ринок Фінляндії.
2001 року фірма запустила виробництво безлактозного молочного напою, який не солодкий, але зі смаком звичайного молока; запатентовано хроматографічний метод розділення молока для видалення лактози.
2004 року Valio продала дозвіл на реалізацію морозива компанії Nestle та право на використання торгової марки «Valiojäätelö» протягом довгого часу.
Загальний оборот групи у 2012 році склав 2 мільярди євро. Фірма є лідером на ринку ключових груп молочних продуктів у Фінляндії та піонером в розробці функціональних харчових продуктів — до 1000 найменувань молочних продуктів. Загалом до Valio Ltd відноситься 22 молочних кооперативів із 10917 фермерів (станом на 2011 рік).
Фірма має 15 заводів у Фінляндії, 2 — в Естонії, 1 упакувальний завод сиру в Бельгії, 1 завод з виробництва плавленого сиру в Москві. Дочірні підприємства працюють в Китаї, країнах Балтики, Росії, США, Швеції — міжнародні операції становлять 1/3 від чистого обороту. Загальний оборот продукції на 2007 рік склав 240 млн кг.
На території сучасної України (тоді УРСР) продукція фірми з'явилася в 1950-х роках. 2007 року засновано ТОВ «Поларіс-С» — офіційний дистриб'ютор Valio в Україні.
У 2007 році підприємство інвестувало близько 60 млн євро на запуск фабрики неподалік від Москви — для спакування сиру і масла. Продукти переважно завозяться з материнської компанії у Фінляндії, виробнича потужність заводу — 8000 тонн на рік, може бути розширена до 20 000 тонн, працюють 400 співробітників. Станом на 2010 рік оборот Valio в Росії склав 283 мільйони євро — другий по величині фінський оператор — після Nokia.
Арттурі Ілмарі Віртанен — лауреат Нобелівської премії, був співробітником фірми.
До Росії постачається плавлений сир Віола і сир Oltermanni. 2013 року було експортовано продуктів на 400 млн євро.
У Росії у Valio є одне власне виробництво — філія «Єршово» в однойменному селі Московської області.
7 серпня 2014 року компанія оголосила, що зупиняє всі лінії по виробництву продукції для продажу в Росії — після оголошення російським керівництвом про заборону на рік ввезення продуктів з країн, які ввели санкції проти Росії.
Проте вже 20 серпня російський уряд виключив із забороненого списку безлактозне молоко, мальки лосося і форелі, насіннєву картоплю, цибулю, гібридну цукрову кукурудзу, горох та БАДи — на прохання Товариства захисту прав споживачів — через безліч звернень від обурених громадян, котрі були позбавлені можливості повноцінно харчуватися. 22 серпня компанія повідомила, що планує відновити експорт безлактозної продукції до Росії.